# Kanton Bressuire
Kanton Bressuire (fr. Canton de Bressuire) je francouzský kanton v departementu Deux-Sèvres v regionu Poitou-Charentes. Skládá se ze čtyř obcí.

## Obce kantonu
- Boismé
- Bressuire
- Chiché
- Faye-l'Abbesse